# Allometopon palpale
Allometopon palpale är en tvåvingeart som beskrevs av Frey 1928. Allometopon palpale ingår i släktet Allometopon och familjen träflugor. Inga underarter finns listade i Catalogue of Life.